# Rubén Oseguera González
Rubén Oseguera González (San Francisco, California, 14 de febrero de 1990) también conocido como «El Menchito» es un exnarcotraficante mexicano y exlíder de alto rango del Cártel de Jalisco Nueva Generación (CJNG), un grupo criminal con sede en Jalisco. Es hijo de Nemesio Oseguera Cervantes (alias "El Mencho"), uno de los hombres más buscados de México. Bajo su padre, supuestamente trabajó como segundo al mando del CJNG y dirigió las operaciones internacionales de tráfico de drogas.
Fue arrestado por primera vez en enero de 2014 en Jalisco, pero fue liberado en octubre por falta de pruebas y fue nuevamente arrestado inmediatamente cuando salía de la cárcel. Luego fue liberado nuevamente en diciembre después de que un juez considerara que las pruebas en su contra eran insuficientes. En junio de 2015, Oseguera González fue arrestado nuevamente, liberado un mes después, y arrestado nuevamente cuando su orden de liberación se hizo oficial. Estuvo encarcelado en el Centro Federal de Readaptación Social No. 13, una prisión de máxima seguridad en Oaxaca. Fue extraditado a EE.UU el 21 de febrero de 2020 y arriesga una condena de cadena perpetua.

## Biografía
Rubén Oseguera González nació el 14 de febrero de 1990 en el condado de San Francisco, California. También tiene nacionalidad mexicana. Tiene varios alias, entre ellos "Rubén Garibay González", "El Junior", "El Rubencito", "El Rojo", "El Niño" y "El Menchito". Su último apodo es un diminutivo del apodo de su padre, El Mencho, que proviene de la derivación fonética de su nombre Nemesio. Su madre, Rosalinda González Valencia, es la hermana de Abigael González Valencia del cártel de Los Cuinis. Su padre, Nemesio Oseguera Cervantes (alias "El Mencho"), es el líder del Cártel de Jalisco Nueva Generación (CJNG) y uno de los hombres más buscados de México. Oseguera González tiene dos hermanas, Jessica Johana y Laisha.

## CJNG
Según fuentes del gobierno mexicano, Oseguera González actuó como el segundo al mando del CJNG, justo debajo de su padre. Fue presuntamente responsable de administrar las operaciones en la compra y venta de estupefacientes desde América del Sur a México. También fue acusado de coordinar las ventas de gasolina robada en Jalisco, liderando a un grupo de sicarios que mataron a personas que se negaron a trabajar para el CJNG, supervisando una línea de sicarios responsables de proteger el territorio del CJNG en Jalisco y Colima de bandas rivales como los Caballeros Templarios y Los Zetas, y la gestión de los activos financieros del CJNG.

## Arresto 2014
Desde 2013, las autoridades mexicanas estaban investigando una línea de cabina telefónica pública y dos teléfonos celulares vinculados con líderes de alto rango del CJNG. Según informes de inteligencia, una de las líneas móviles recibió una llamada del stand público de un vecindario de Jardines Universidad en Zapopan, Jalisco, lo que provocó una investigación. El Ejército Mexicano solicitó a la Agencia de Investigación Criminal (AIC) de la oficina de la Procuraduría General de la República (PGR) que investigue más de cerca el vecindario y las dos líneas móviles. El ejército comenzó a enviar agentes encubiertos para vigilar el barrio. En la tarde del 29 de enero de 2014, uno de los teléfonos móviles se localizó mediante geolocalización en un barrio de Zapopan antes de que se fuera de servicio. El Ejército y la Armada decidieron enviar una unidad de Fuerzas Especiales desde la Ciudad de México a Zapopan para investigar el incidente.
A las 3:30 a. m.. el 30 de enero, la unidad de Fuerzas Especiales allanó una residencia en el barrio Patria Universidad y descubrió a Oseguera González durmiendo allí. Cuando las autoridades derribaron las puertas, Oseguera González se despertó del fuerte ruido, saltó de su cama, corrió a su patio trasero y subió la pared posterior para llegar a la propiedad de su vecino. Sin embargo, la unidad de Fuerzas Especiales rodeó con éxito las instalaciones y redujo las opciones de escape de Oseguera González. Finalmente se presentó y fue arrestado en el patio trasero de su vecino. Dos de sus secuaces se rindieron en la puerta sin resistirse al arresto. Otros dos, que estaban alquilando una casa cercana, huyeron a pie pero también fueron arrestados. Oseguera González habría ofrecido a los oficiales que lo detuvieron alrededor de 17 millones para dejarlo ir. Las autoridades confirmaron que confiscaron entre 10 a 16 millones y 500,000 dólares en la escena del crimen, así como 4 rifles de asalto, 9 pistolas, una granada y varias rondas de municiones. El exprocurador general de México Jesús Murillo Karam confirmó a la prensa que no se realizaron disparos en la operación.
Fue trasladado ese mismo día a la Ciudad de México y llevado a la SEIDO, Subsecretaría Especializada en Investigación de la Delincuencia Organizada, donde dio su declaración y fue interrogado por la policía. Fuentes gubernamentales confirmaron que no tenía ninguna investigación formal pendiente ni órdenes de detención emitidas contra él en Jalisco. El 1 de febrero, fue trasladado al Centro Federal de Readaptación Social No. 1 (también conocido como "Altiplano"), una prisión de máxima seguridad en Almoloya de Juárez, Estado de México. Las autoridades confirmaron que fue arrestado debido a los cargos pendientes de lavado de dinero, tráfico de drogas y posesión ilegal de armas de uso exclusivo militar. Se declaró inocente y afirmó que trabajó en la construcción y que era vendedor de autos desde que tenía 16 años. También afirmó que heredó propiedades de su madre después de que ella las compró cuando era más joven y las puso bajo su nombre.
En respuesta a la operación militar que resultó en el arresto de Oseguera González, hombres armados del CJNG secuestraron tres autobuses y los incendiaron en toda el Área metropolitana de Guadalajara. No se reportaron muertes ni heridos. El consulado de los EE. UU. en Guadalajara envió una advertencia a los ciudadanos estadounidenses de la ciudad y les pidió que no viajaran en la parte sur del área urbana, incluidas las principales carreteras que conducen al Aeropuerto Internacional de Guadalajara. Una vez que concluyeron los ataques, el gobierno mexicano pidió a los civiles que mantuvieran la calma y reanudaran sus actividades diarias. Las autoridades declararon que permanecerían en alerta en toda el área de Guadalajara por otras respuestas violentas del crimen organizado.

### Liberación
El 16 de octubre de 2014, fue liberado del Altiplano, pero fue arrestado de nuevo inmediatamente al salir de la cárcel por miembros de la AIC. Fue liberado porque un juez del Estado de México lo absolvió de los siguientes delitos: posesión ilegal de armas de fuego, armas de uso exclusivo del ejército, uso de recursos de origen ilícito y delitos contra la salud pública. Una vez que estuvo bajo custodia, luego lo llevaron a las instalaciones de la SEIDO y lo encarcelaron allí durante dos meses mientras la PGR trabajaba para que su jurisdicción iniciara un juicio en su contra. El 18 de diciembre, fue enviado al Centro Federal de Readaptación Social No. 2 (también conocido como "Puente Grande"), una prisión de máxima seguridad en Jalisco.
El 26 de diciembre, fue liberado nuevamente de la prisión luego de que un juez concluyó que no había pruebas suficientes contra él por los cargos de narcotráfico, supervisión de las operaciones financieras del CJNG y líder de un grupo de sicarios.

## Arresto 2015
El 23 de junio de 2015, fue arrestado nuevamente por el Ejército Mexicano y la Policía Federal en el barrio de Lomas de Altamira en Zapopan, Jalisco, esta vez junto con su cuñado Julio Alberto Rodríguez Castillo. La operación duró unos 20 minutos y no hubo disparos. Los oficiales ingresaron al vecindario privado en varios vehículos alrededor de las 2:15 a. m.. y sometió a la guardia de entrada. Luego dispararon a las cámaras de seguridad con pistolas de paintball para ocultarlas, destruyeron varias más y le pidieron al guardia que cortara la electricidad en los alrededores. Mientras se encontraban en la caseta de entrada del vecindario, el teléfono sonó, pero ninguno de ellos contestó. Luego se pidió a la guardia que se arrodillara mientras los oficiales entraban al vecindario y detuvieron a Oseguera González, que estaba dentro de un vehículo con Rodríguez Castillo. Las autoridades confiscaron varias armas, incluyendo 2 rifles de asalto AR-15 personalizados grabados con las insignias "CJNG 02 JR" y "Menchito".
Según fuentes gubernamentales, Oseguera González intentaba mantener un perfil bajo y se había sometido a una cirugía de nariz para alterar su identidad. Viajó sin guardaespaldas para evitar atraer la atención de la policía. El gobierno confirmó oficialmente su identidad a través de pruebas de ADN y físicas, y evidencia fotográfica.
En el momento de su arresto, lo buscaban por su participación en el crimen organizado, utilizando recursos de origen ilícito (lavado de dinero) y secuestro. El gobierno alegó que cuando Oseguera González fue liberado de la prisión el año anterior, se reincorporó al CJNG y comenzó a administrar sus operaciones de narcotráfico internacional. Una vez detenido, fue enviado a la Ciudad de México y trasladado a las instalaciones de SEIDO, donde dio su declaración formal. Cuando llegó al SEIDO a través de un helicóptero de la Policía Federal de Blackhawk con francotiradores vigilaba las instalaciones.
El 27 de junio, un juez federal de Toluca emitió una orden de arresto contra Oseguera González. Luego fue trasladado a la prisión del Altiplano. La defensa de  González argumentó que su cliente fue detenido por motivos ilegales debido a que algunos de los cargos por los que fue arrestado fueron absueltos por un juez, lo que causó un doble riesgo. La PGR respondió a este argumento diciendo que las acciones del juez no significaban una resolución absoluta de los cargos impuestos.

### Liberación y nueva detención
El 1 de julio de 2015, un juez federal del Estado de México ordenó la liberación de Oseguera González después de concluir que las pruebas en su contra eran insuficientes y que se había violado su debido proceso. El juez declaró que cuando Oseguera González fue arrestado en junio, los oficiales no tenían una orden de arresto en su contra y entraron a su propiedad privada sin autorización legal. También declaró que el detenido estuvo bajo custodia por 9 horas y sin un abogado antes de ser enviado al departamento de justicia. Cuando el juez consideró que las autoridades no habían probado que Oseguera González estaba involucrado en el crimen organizado, fue liberado. Esta fue la tercera vez que fue liberado en menos de un año. Sin embargo, cuando Oseguera González fue sacado del Altiplano, fue arrestado nuevamente por la PGR, que tenía una orden de arresto pendiente contra él. Según fuentes gubernamentales, fue buscado por su participación en el crimen organizado y por participar en la desaparición de dos personas en Tepalcatepec, Michoacán. Fue enviado de nuevo a las instalaciones de la SEIDO en helicóptero y escoltado por un helicóptero Blackhawk armado.
El 3 de julio, un tribunal federal aprobó la solicitud de la PGR para mantener a Oseguera González bajo una detención preventiva de 40 días mientras las autoridades trabajan en la recopilación de más pruebas contra la defensa. La solicitud se llevó a cabo como parte de una investigación del SEIDO contra Oseguera por su presunta participación en el secuestro. La defensa de González, sin embargo, respondió emitiendo un recurso de amparo con la esperanza de evitar que su cliente fuera detenido sin presentar cargos. Un juez rechazó la solicitud de la defensa de retirar la detención preventiva de su cliente el 16 de julio.

## Encarcelamiento y situación jurídica
El 28 de agosto de 2015, un tribunal federal emitió una orden de arresto contra Oseguera González y lo acusó de posesión ilegal de armas de fuego, usando municiones de uso militar exclusivo, teniendo cinco armas de uso exclusivo del ejército y la participación en el crimen organizado. En octubre, fue transferido del Altiplano al Centro Federal de Readaptación Social No. 3 (también conocido como "Noreste") en Matamoros, Tamaulipas. Emitió un recurso de amparo después de afirmar que sufrió malos tratos y torturas. Ese mismo mes, la PGR abrió otro caso y emitió otra orden de arresto para acusarlo por actuar como el segundo al mando del CJNG y ordenar homicidios contra miembros rivales de la droga. También declararon que era responsable de coordinar los envíos internacionales de narcotráfico. Las pruebas presentadas ante el tribunal consistían en informes de inteligencia recopilados por agentes del orden público y abogados. El 4 de noviembre, un tribunal federal lo acusó de tráfico de drogas junto con otros cinco presuntos miembros del CJNG.
A principios de 2016, emitió otro recurso de amparo para solicitar un traslado de vuelta al Altiplano. En febrero de 2016, sin embargo, fue trasladado al Centro Federal de Readaptación Social No. 13 en Miahuatlán de Porfirio Díaz, Oaxaca. Su defensa respondió preparando un recurso de amparo por las supuestas violaciones contra su cliente. El 30 de junio, la PGR a través de un juez federal en Toluca emitió una orden de arresto en su contra y lo acusó de posesión ilegal de armas de fuego, usando municiones de armas exclusivas del ejército, al estar en posesión de al menos cinco militares.
El 22 de agosto, la sentencia de amparo por maltrato y tortura emitida meses antes fue anulada por un juez después de hablar con el personal de la prisión, quien negó su participación en tales violaciones. El 10 de noviembre, un juez aprobó la solicitud de Oseguera González de recibir una visita conyugal. El acusado afirmó que el personal de la prisión le había impedido hablar con sus abogados en el pasado. El juez no comentó sobre este asunto.

## Proceso de extradición
El 3 de febrero de 2017, el Tribunal de Distrito de los Estados Unidos para el Distrito de Columbia emitió una orden de arresto contra Oseguera González. La Administración de Control de Drogas (DEA) declaró que había estado involucrado en la importación y distribución de narcóticos de México a los EE. UU. desde 2011. La DEA declaró que Oseguera González tenía varios otros alias, entre ellos "Rubencito", "El Rojo", "El Ruso", y "El Niño". Según el informe, el Departamento de Justicia de los Estados Unidos iba a apoderarse de todos los activos de Oseguera González en los Estados Unidos que eran el resultado de sus ingresos por drogas. Con la orden de arresto, el gobierno de los Estados Unidos podría solicitar formalmente su extradición a los Estados Unidos.
El 16 de octubre de 2018, el Departamento de Estado, Tesoro y Justicia de los Estados Unidos anunció una medida de aplicación de la ley conjunta contra el CJNG, y publicó las acusaciones previamente selladas de Oseguera González. El informe señala que entre 2007 y febrero de 2017, fue responsable de importar y distribuir narcóticos en los EE. UU. desde México y de usar armas de fuego durante y para tomar represalias por sus actividades de presunto tráfico de drogas. El gobierno estadounidense confirmó que la extradición de Oseguera González estaba pendiente.
El 21 de febrero de 2020, fue finalmente extraditado a Estados Unidos.
El 7 de marzo de 2025 fue condenado a cadena perpetua.